# Saint Vincent College
Il Saint Vincent College è un'università privata di indirizzo cattolico con sede a Latrobe, nello stato americano della Pennsylvania.
L'abbazia e il Saint Vincent College di Latrobe furono fondati da Bonifacio Wimmer nel 1846: ottenne il riconoscimento dallo stato della Pennsylvania nel 1870.